# Eurocopter Tiger
Eurocopter Tiger je dvoumotorový lehký bitevní vrtulník vyvinutý evropským výrobcem Eurocopter. Výrobce vrtulník označuje EC665. Vývoj vrtulníku začal v době studené války s cílem získat specializovaný protitankový vrtulník. První let vrtulníku proběhl roku 1991. V konstrukci vrtulníku bylo uplatněno několik pokročilých prvků, jako je široké využití kompozitů, skleněného kokpitu a technologií stealth. Vyvinuto bylo několik variant tohoto typu.
Do služby byl vrtulník přijat roku 2003. Do výzbroje jej zavedly ozbrojené síly Německa, Francie, Španělska a Austrálie. Ve Francii a Španělsku má vrtulník jméno Tigre a v Německu Tiger. Bojově byl nasazen v Afghánistánu, Libyi a Mali. Vrtulník není považován za zcela povedenou konstrukci, a proto se Austrálie a Německo rozhodli jej předčasně vyřadit. Naopak Španělsko a Francie plánují vývoj zdokonalené verze Tiger Mk.III.

## Historie

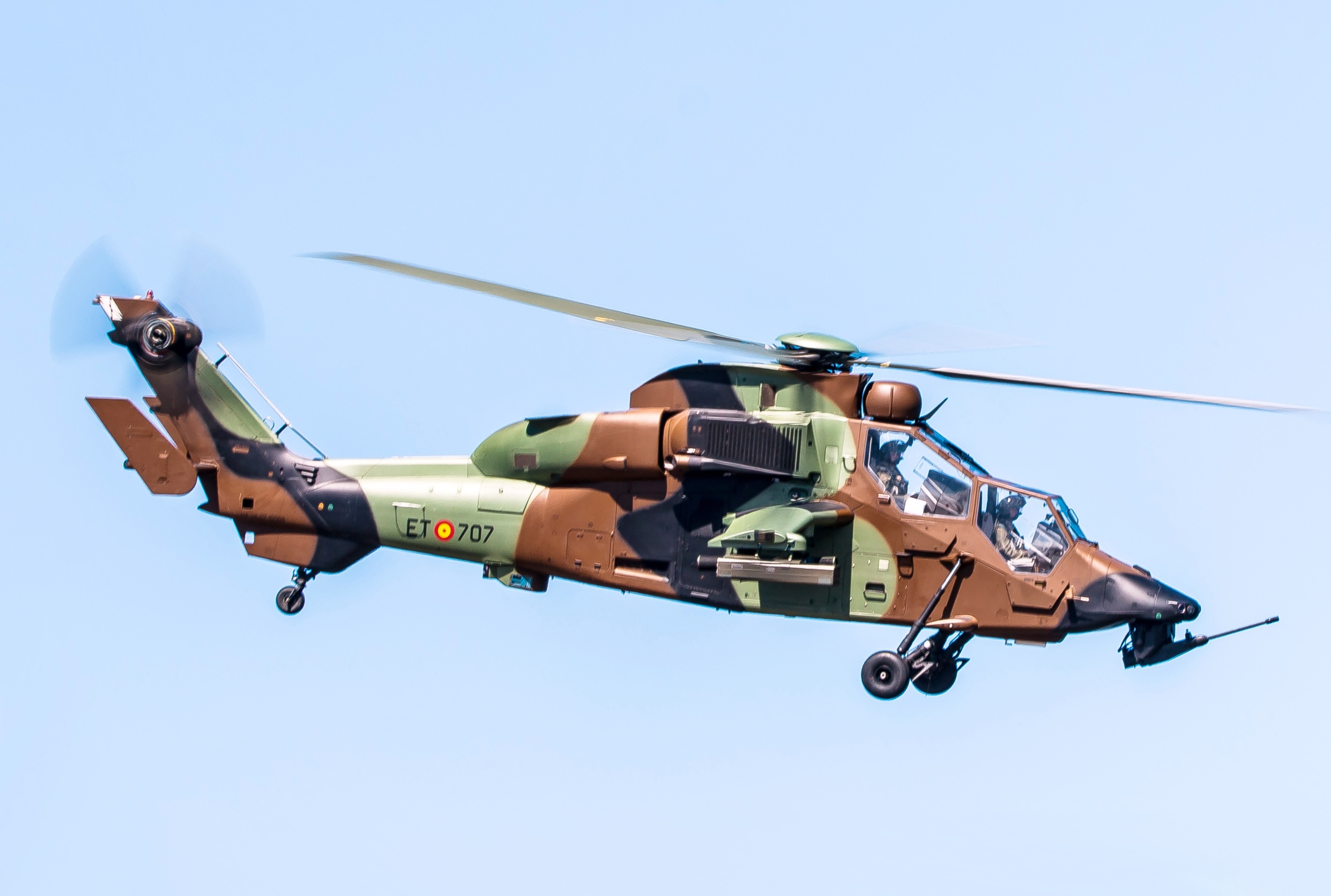
Španělský vrtulník Tigre

Dohodu o společném vývoji nového bitevního vrtulníku podepsala francouzská a západoněmecká vláda v roce 1986. Hlavním úkolem systému přitom byl boj proti sovětským tankům. V listopadu 1989 bylo objednáno pět prototypů. První let prototypu proběhl 27. dubna 1991. Po skončení studené války projekt postihly škrty v obranných rozpočtech. Nakonec však vývoj pokračoval, přičemž kromě ničení tanků měl typ dokázat plnit i další úkoly. V roce 2003 francouzská armáda získala první vrtulník podpůrné verze Tiger HAP. Její německou obdobu Tiger UHT tamní armáda zařadila roku 2005.
Austrálie převzala vrtulníky Tiger v letech 2004–2010. Plných operačních schopností vrtulník dosáhl v roce 2016, s pětiletým zpožděním oproti plánům. V roce 2019 bylo rozhodnuto o vyřazení australských Tigerů a roku 2021 byly jako jejich náhrada objednány americké vrtulníky AH-64E Guardian.
V roce 2023 média informovala, že Německo plánuje vyřadit všech svých 52 vrtulníků Tiger a nahradit je 82 lehkými vrtulníky Airbus Helicopters H145M.

## Konstrukce

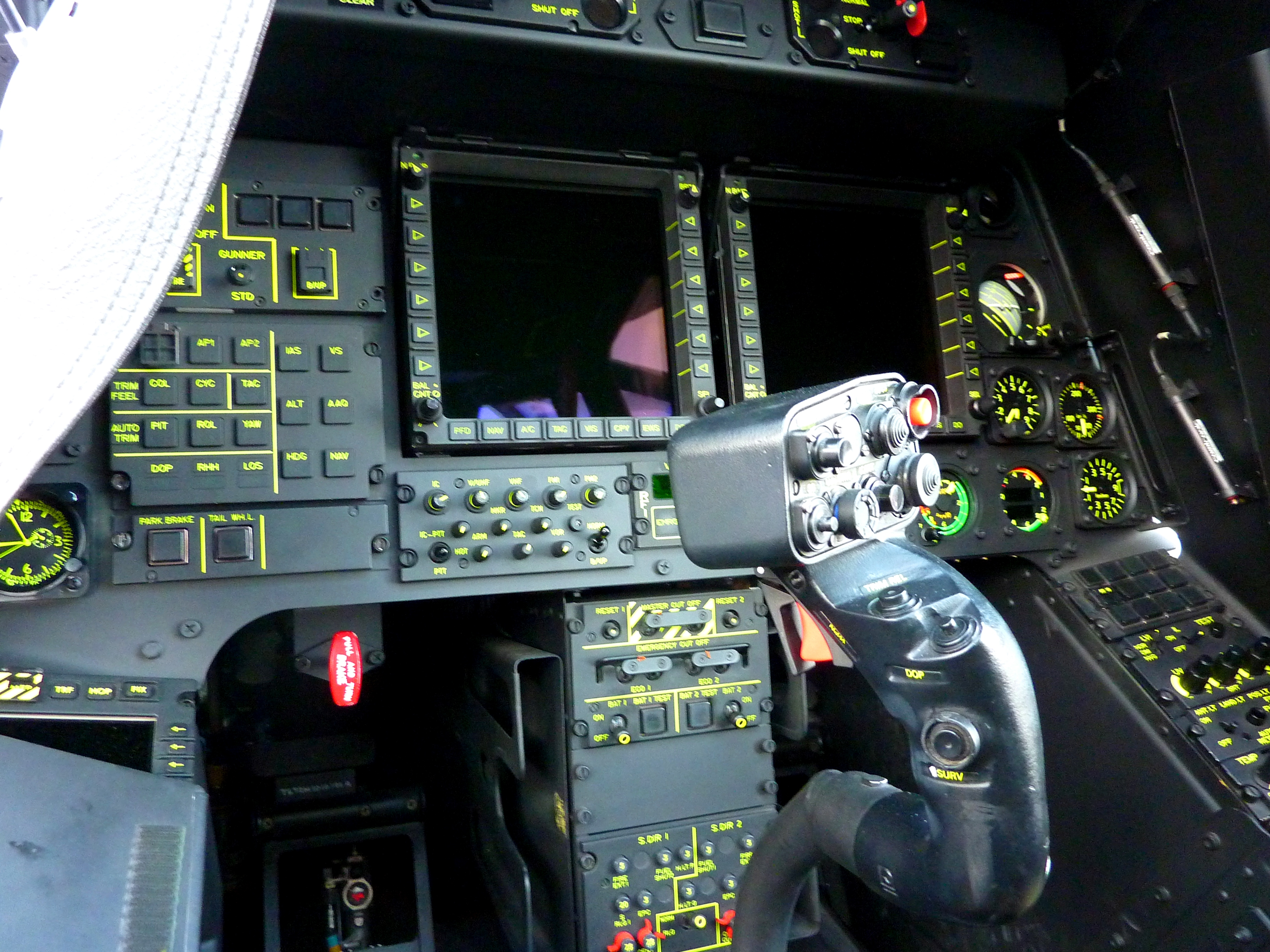
Přední kokpit stroje Tiger HAP

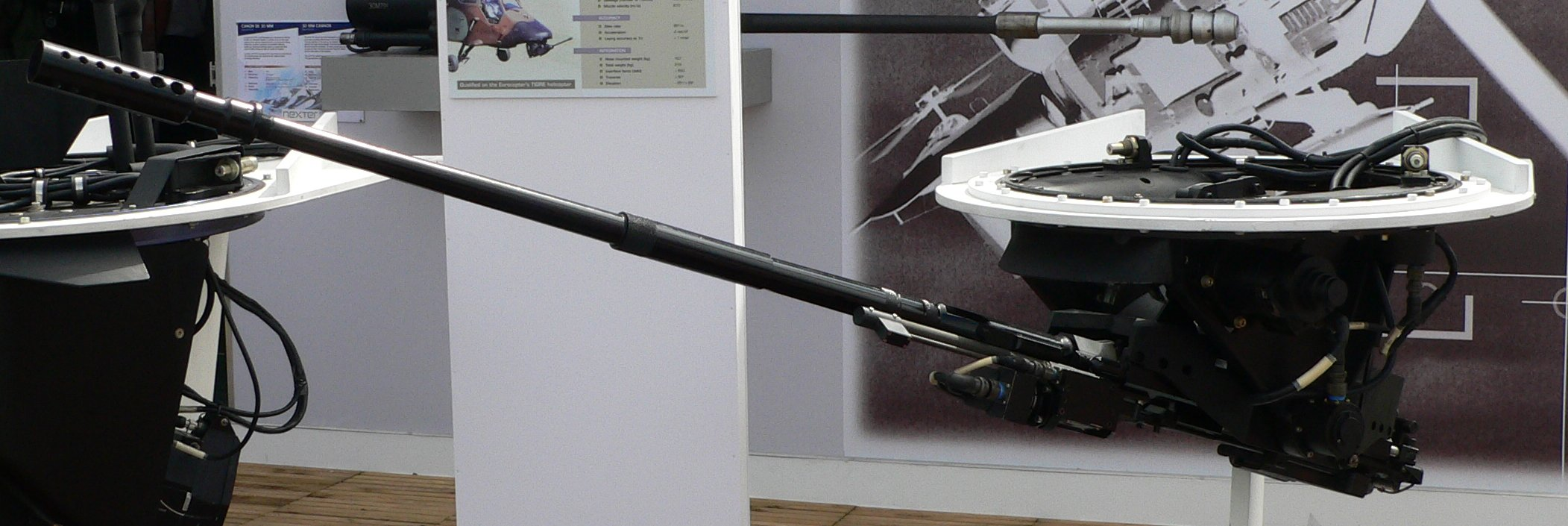
Automatický kanón GIAT 30 M781 v otočné věžičce THL-30, instalované na vrtulnících Tiger, s výjimkou německé varianty UHT.

Konstrukce vrtulníku je velmi moderní, stroj disponuje skleněným kokpitem a 80 % jeho konstrukce je tvořeno z kompozitních materiálů. Použití materiálů bylo vybráno z důvodu delší životnosti a až o třetinu vyšší odolnosti. I přes to je však vrtulník na rozdíl od konkurenčních strojů jen lehce pancéřován. Běžně vrtulník odolá střelbě do ráže 7,62 mm, kritické části stroje mají přídavné pancéřování s odolností až do 23mm. Mezi klady využití kompozitních materiálů má být nižší odrazivost radarových paprsků a nižší tepelná vodivost. Díky tomu by měl Tiger mít menší radarový průřez a tepelnou stopu.
Koncept použití vrtulníku spoléhá na výkonné pozorovací prostředky, které by měly zajistit ničení cílů z velké vzdálenosti bez možnosti ohrozit stroj. Stroje navíc létají ve dvojicích a v případě napadení jeden ihned stoupá mimo dostřel a druhý ničí útočníka.

### Tiger HAD
Vrtulník pohání dva turbovrtulové motory MTR300, každý o výkonu 1000 kW (o 14 % více oproti verzi Tiger HAP). Zlepšena byla balistická ochrana. Instalován byl nový optický systém, systém elektronického boje a identifikační systém přítel/nepřítel. Do výzbroje vrtulníku byly rovněž integrovány protitankové řízené střely Hellfire II.

## Varianty
Vrtulník Tigre existuje ve čtyřech variantách s různým zaměřením
- Tiger HAP (Hélicoptère d'Appui Protection) – Francouzská verze pro podporu pozemních vojsk.
- Tiger HAC (Hélicoptère Anti-Char) – Francouzská protitanková verze.
- Tiger UHT (Unterstutzungshubschrauber Tiger)  – Německá víceúčelová verze.
- Tiger ARH (Armed Reconnaissance Helicopter) – Australská modifikovaná verze vycházející z Tiger HAP.
- Tiger HAD (Hélicoptère d'Appui Destruction) – Výkonnější víceúčelová verze pro Španělsko a Francii. Slouží zejména k útočným akcím a podpoře pozemního vojska.

## Bojové nasazení

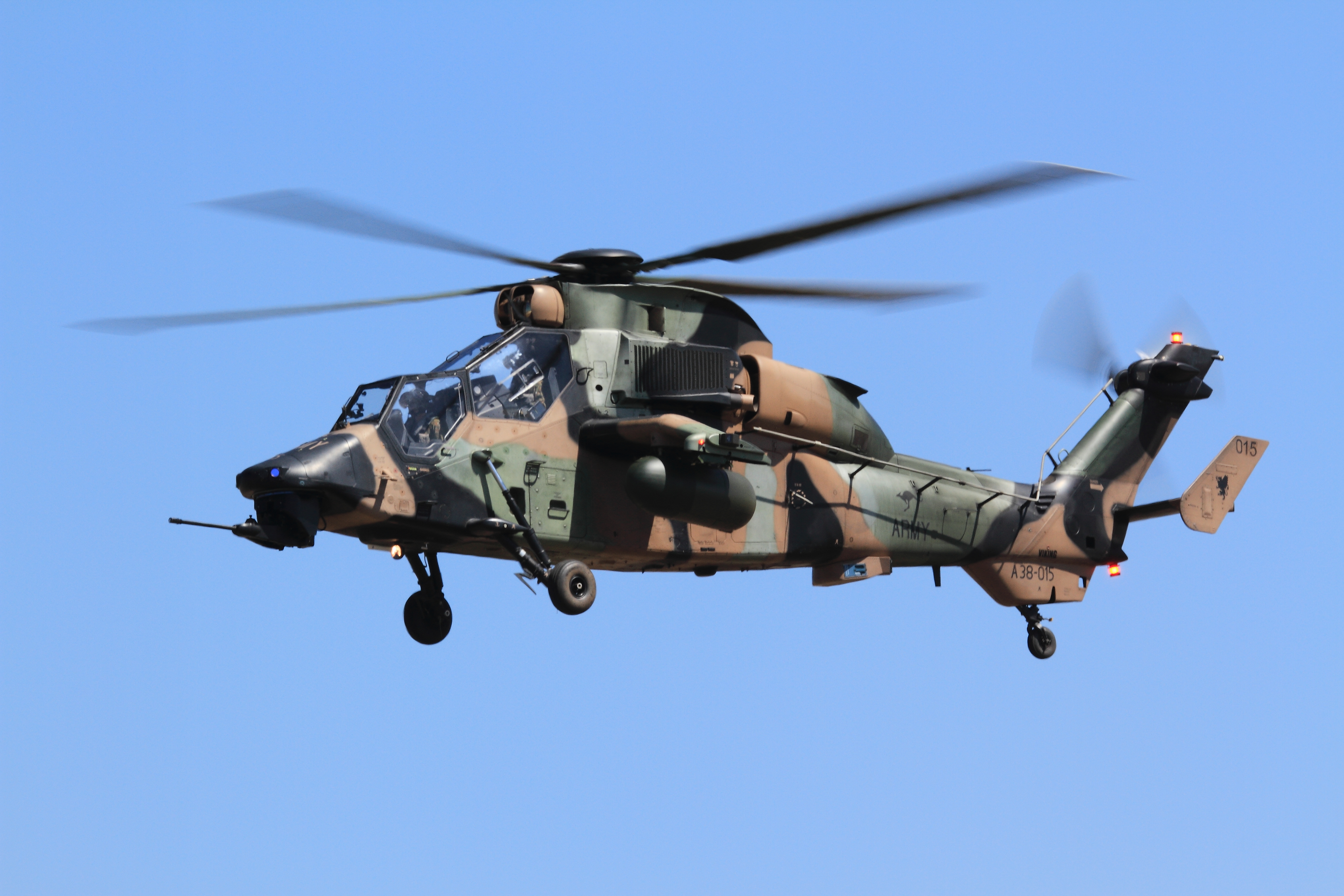
Australský Tiger ARH

Stroje prošly prvním bojovým křtem v Afghánistánu. Francouzská armáda nasadila první tři stroje již v roce 2009 a první ostrou bojovou operací si prošly 20. srpna 2009. V závěru roku vyslalo do Afghánistánu čtyři stroje Německo. Španělsko vyslalo své 3 stroje na konci března 2013.
Francouzská armáda nasadila své vrtulníky v Libyi v roce 2011, kdy operovaly z výsadkové lodě Tonnerre. Francouzské Tigre byly také nasazeny v Mali.

## Plánovaná vylepšení
- Na základě praktických zkušeností v boji všech strojů, zejména v Afghánistánu, bylo vyvinuto přídavné pancéřování pro boky trupu v místech kde sedí posádka stroje.
- Další plánovanou modernizací bude výměna motorů za výkonnější modely, které zvýší nosnost strojů při operacích ve vysoké nadmořské výšce v hornatém Afghánistánu.
- Francouzská armáda zvažuje výměnu skel kabiny za neprůstřelná.
- Německá armáda doplní chybějící kanon, který její variantě UHT v praxi při bojových misích v Afghánistánu citelně chybí.

## Uživatelé
- Austrálie
  - Australian Army Aviation
- Francie
  - Aviation légère de l'Armée de terre
- Německo
  - Heeresflieger
- Španělsko

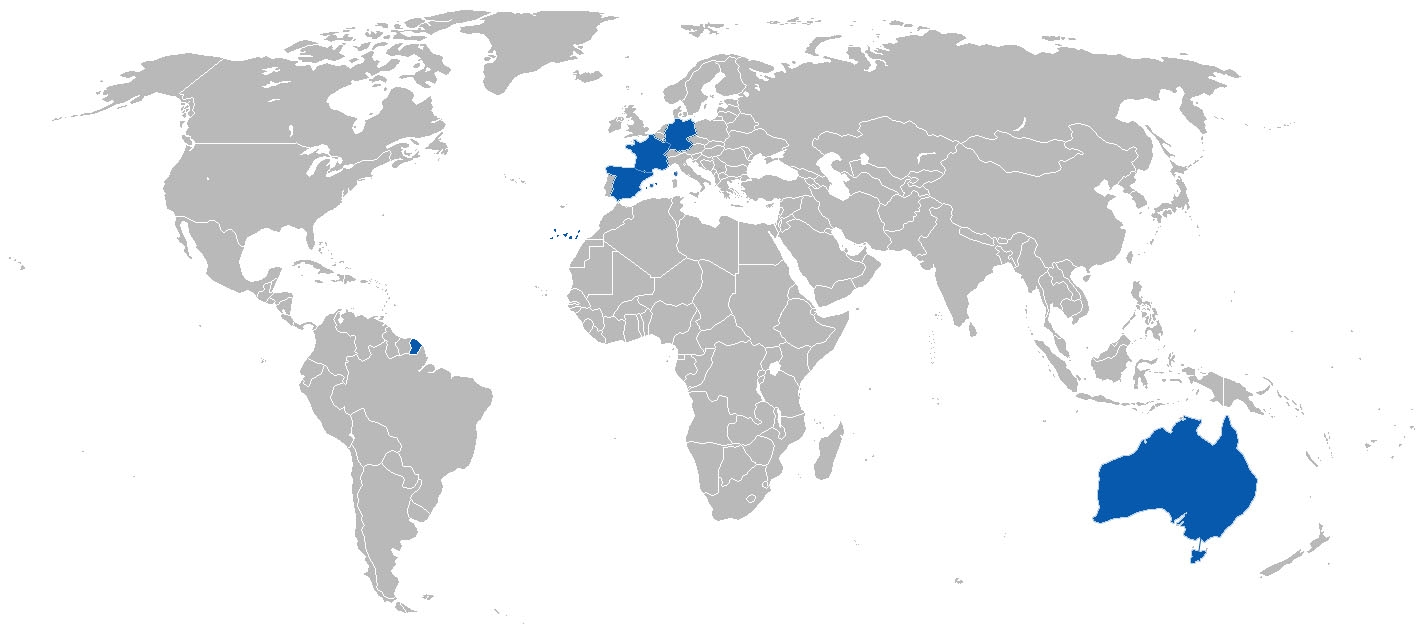
Uživatelé Eurocopteru Tiger

  - Fuerzas Aeromóviles del Ejército de Tierra

## Specifikace (Tiger HAP)

### Hlavní technické údaje
- Osádka: 2
- Průměr nosného rotoru: 13,00 m
- Délka: 14,08 m
- Výška: 3,83 m
- Hmotnost prázdného stroje: 3060 kg
- Vzletová hmotnost: 6000 kg
- Pohon: 2 × turbohřídelový motor MTR MTR390-2C[4]
- Výkon motoru: 1 465 shp (1 092,4 kW)

### Výkony
- Max. rychlost: 290 km/h
- Dostup: 4000 m
- Dolet: 800 km

### Výzbroj
- Kanon
  - 1× 30mm kanon GIAT 30 v otočné věži, s palebným průměrem 450 nábojů.

Na každém z dvojic vnitřních a vnějších závěsníků je schopen nést Eurocopter Tiger následující kombinaci výzbroje:
- Vnitřní závěsníky:
  - 1x 20mm automatický kanon v kontejneru, nebo
  - 22x 68mm neřízené rakety SNEB, nebo
  - 19x 70mm neřízené rakety Hydra 70, nebo
  - 4x střely AGM-114 Hellfire (Austrálie/Francie), nebo
  - 4x střely Spike-ER (Španělsko), nebo
  - 4x střely PARS 3 LR (Německo), nebo
  - 4x střely Euromissile HOT3 (Německo).
- Vnější závěsníky:
  - 2x střely vzduch-vzduch Mistral, nebo
  - 12x 68mm neřízené rakety SNEB, nebo
  - 7x 70mm neřízené rakety Hydra 70.